# Kieran Govers
Kieran Govers (Wollongong, 9 febbraio 1988) è un hockeista su prato australiano.

## Palmarès

### Olimpiadi
- 1 medaglia:
  - 1 bronzo (Londra 2012)

### Mondiali
- 2 medaglie:
  - 2 ori (New Delhi 2010; L'Aia 2014)

### Champions Trophy
- 2 medaglie:
  - 2 ori (Mönchengladbach 2010; Melbourne 2012)

### Giochi del Commonwealth
- 1 medaglia:
  - 1 oro (Glasgow 2014)